# Maïa (étoile)
Pour les articles homonymes, voir Maia.
Désignations
Maïa (20 Tauri dans la désignation de Flamsteed) est une étoile de l'amas des Pléiades dans la constellation du Taureau, scintillant haut dans les ciels d'automne et d'hiver de l'hémisphère nord et brillant près de l'horizon dans les ciels de printemps et d'été de l'hémisphère sud. Maïa est le prénom d'une des 7 filles mythiques d'Atlas et de Pléioné. De 3e magnitude (3,87) et située à une distance de 385 années-lumière, elle est la quatrième étoile la plus brillante de l'amas après Alcyone, Atlas et Électre.

## Propriétés
Maïa est une étoile géante bleue-blanche de type spectral B8III, qui émet 660 fois plus d'énergie que le Soleil avec une température de surface estimée à environ 12 600 kelvins. Son rayon est 5 fois et demi plus grand que celui du Soleil, ce qui la classe dans les géantes, bien que les géantes de ces étoiles chaudes soient nettement plus petites que leurs cousines orange plus froides telles qu'Arcturus et Aldébaran.
En tant que géante, Maïa a terminé la fusion de son hydrogène, ou en est train de le faire, et, sa masse un peu supérieure à quatre fois celle du Soleil la destine à finir en naine blanche massive. Comme les autres étoiles de l'amas, Maïa est incluse dans la nébuleuse par réflexion des Pléiades qui culmine autour de Mérope. Maïa semble tourner sur elle-même plutôt lentement et possède donc une atmosphère assez calme. De ce fait, certains atomes plongent sous l'effet de la gravité, tandis que d'autres sont propulsés vers la surface par la poussée radiative. Ces effets font de Maïa une des « étoiles à mercure et manganèse » dans lesquelles ces deux éléments ainsi que d'autres sont fortement présents (dans Maïa, le manganèse est amplifié d'un facteur 160 par rapport à l'hydrogène).

## Nomenclature
Excepté Alcyone (Eta Tauri), les étoiles des Pléiades portent uniquement des numéros de Flamsteed : Maïa porte le numéro 20 parmi les étoiles visibles à l'œil nu numérotées d'ouest en est de la constellation du Taureau.
Maia est le nom propre de l'étoile qui a été approuvé par l'Union astronomique internationale le 20 juillet 2016.